# Малый Дырчин
Малый Дырчин (укр. Малий Дирчин) — село,
Великодырчинский сельский совет,
Городнянский район,
Черниговская область,
Украина.
Код КОАТУУ — 7421481805. Население по переписи 2001 года составляло 74 человека .

## Географическое положение
Село Малый Дырчин находится на левом берегу реки Снов,
на противоположном берегу — село Великий Дырчин.
Река в этом месте извилистая, образует лиманы, старицы и заболоченные озёра.